# Cazalilla (kommunhuvudort)
Cazalilla är en kommunhuvudort i Spanien.   Den ligger i provinsen Provincia de Jaén och regionen Andalusien, i den centrala delen av landet, 270 km söder om huvudstaden Madrid. Cazalilla ligger 298 meter över havet och antalet invånare är 817.
Terrängen runt Cazalilla är lite kuperad. Runt Cazalilla är det ganska tätbefolkat, med 155 invånare per kvadratkilometer. Närmaste större samhälle är Andújar, 15,9 km väster om Cazalilla. Trakten runt Cazalilla består till största delen av jordbruksmark.